# بتریا
بتریا (به لاتین: Beterya) یک منطقهٔ مسکونی در روسیه است که در باشقیرستان واقع شده‌است.